# 假髻
假髻又稱義髻，是指人造用來放於頭上的髻狀裝飾，有些是用髮絲編成的，也有些用其他材料製造。
中國古代女性常用假髻裝飾，明朝時有一種假髻叫髮鼓，是以假髮覆蓋一個金屬絲編成的圓框製成。朝鮮王朝宮廷女性有一種叫舉頭美的木頭假髻，於重大儀式時佩戴。